# Mariusz Chrzanowski
Mariusz Chrzanowski (ur. 25 września 1984 w Łomży) – polski samorządowiec i prawnik, od 2014 prezydent Łomży.

## Życiorys
Absolwent I Liceum Ogólnokształcącego im. Tadeusza Kościuszki w Łomży (2003) oraz prawa (2008) i europeistyki (2009) na Uniwersytecie w Białymstoku, na którym odbył również studia doktoranckie z zakresu prawa konstytucyjnego. W 2014 otworzył przewód doktorski, doktoryzował się w 2018 na macierzystej uczelni z zakresu nauk prawnych. Pracował w starostwie powiatowym oraz w Państwowej Wyższej Szkole Informatyki i Przedsiębiorczości w Łomży. Zaangażował się w działalność polityczną w ramach Prawa i Sprawiedliwości. W 2006 i w 2010 uzyskiwał mandat radnego Łomży, był przewodniczącym klubu radnych PiS (2006–2010) i wiceprzewodniczącym rady miejskiej (2010–2014). Został adiunktem na Wydziale Nauk Społecznych i Humanistycznych Akademii Nauk Stosowanych w Łomży.
W wyborach w 2014 ubiegał się o stanowisko prezydenta Łomży. Wygrał w drugiej turze głosowania, pokonując pełniącego dotychczas tę funkcję Mieczysława Czerniawskiego z wynikiem blisko 68% głosów. W trakcie urzędowania powołał Społeczne Forum Gospodarcze, Łomżyńską Społeczną Radę Seniorów, Powiatową Społeczną Radę ds. Osób Niepełnosprawnych i Młodzieżową Radę Miasta, wprowadził także wyprawkę za urodzenie dziecka i zwiększenie budżetu obywatelskiego oraz obniżenie cen biletów komunikacji miejskiej. W 2018, po nieuzyskaniu nominacji PiS na kandydata na prezydenta miasta w kolejnych wyborach w tym samym roku, Mariusz Chrzanowski zdecydował o ubieganiu się o reelekcję z własnego komitetu wyborczego, w wyniku czego został wykluczony z partii. W wyborach tych został wybrany na kolejną kadencję, otrzymując w drugiej turze 76% głosów. W 2024 został wybrany na trzecią kadencję, otrzymując w pierwszej turze blisko 52% głosów.

## Odznaczenia
- Brązowy Medal za Zasługi dla Policji (2024)[10]